# Leonardo Jardim
Pour les articles homonymes, voir Jardim.
Ne doit pas être confondu avec le footballeur brésilien Léo Jardim.
Leonardo Jardim, né le 1er août 1974 à Barcelona au Venezuela, est un entraîneur portugais de football. Il est l’actuel entraîneur de Cruzeiro au Brésil.
Après une entame de carrière dans plusieurs clubs portugais, dont le sporting, il s'engage en 2014 avec l'AS Monaco, formation avec laquelle il marque les esprits et remporte le championnat tout en atteignant les demi-finale de Ligue des champions en 2017.

## Biographie

### Jeunesse
Leonardo Jardim naît au Venezuela où ses parents, immigrés portugais, tiennent un commerce. La famille Jardim étant originaire de l'île de Madère, Leonardo y passe par la suite une partie de sa jeunesse. À l'âge de 15 ans, c'est en regardant jouer l'équipe du Sporting Clube de Portugal que sa vocation d'entraîneur lui vient. Alors que tous les enfants rêvent d'être joueur, Jardim a toujours voulu être entraîneur. Avant de venir au football, il joue quelques années au handball. Très vite, lorsqu'il termine ses études d'éducation physique à l'Université de Madère, il se rend compte que sa place est plus sur le banc que sur le terrain. Ainsi dès 24 ans, il entreprend de passer des diplômes pour devenir entraîneur ; il atteindra le niveau professionnel trois ans plus tard.

### Carrière d'entraineur

#### AD Camacha (2001-2008)
En 2001, à seulement 27 ans, il commence sa carrière d'entraîneur de football en tant qu'adjoint au club de Camacha, en troisième division portugaise. Il est promu deux ans plus tard entraîneur principal du club, qu'il dirigera durant cinq ans.

#### GD Chaves (2008-2009)
Il quitte par la suite Madère pour le Nord du Portugal, et signe dans un autre club de troisième division, le GD Chaves, qu'il mène à l'accession en Liga de Honra, soit la deuxième division.

#### SC Beira-Mar (2009-2011)
Les bons résultats qu'il obtient malgré sa jeunesse et son apparent manque d'expérience sont remarqués par le SC Beira-Mar, qui l'engage à l'été 2009 pour prendre les rênes de l'équipe principale. Jardim réussit un exploit de plus en montant en première division avec les noirs et jaunes pour sa première saison au club. C'est ainsi que petit à petit, il commence à se faire un nom au Portugal. Cependant, sa deuxième saison est plus compliquée, et il démissionne à la suite de mauvais résultats. Le club parviendra tout de même à se maintenir.

#### SC Braga (2011-2012)
C'est en mai 2011 que Jardim voit sa carrière démarrer au Sporting Clube de Braga, où il y réalise une excellente saison, en emmenant Braga à une troisième place inédite en championnat, soit la deuxième meilleure performance de l'histoire du club en championnat. Cependant, il résilie à l'amiable son contrat en raison de désaccords avec le président Salvador.

#### Olympiakos (2012-2013)
Néanmoins, Leonardo Jardim rebondit très vite en s'engageant en juin 2012 avec l'Olympiakos Le Pirée, plus grand club grec, ce qui donne une ampleur plus grande encore à sa carrière, et ceci à 37 ans seulement. Le 19 janvier 2013, il est remercié par l'Olympiakos malgré d'excellents résultats (10 points d'avance sur le dauphin).

#### Sporting Clube de Portugal (2013-2014)
Le 20 mai 2013, il est nommé comme entraîneur du Sporting Clube de Portugal, signant un contrat de 2 ans, jusqu'en juin 2015, et rejoignant ainsi le club de son cœur, chose qu'il a rappelée lors de sa conférence de presse d'intronisation. Dès sa première saison, et au sortir d'une année cauchemardesque pour le club, tant d'un point de vue financier que sportif, il parvient avec brio à redorer le blason de l'équipe lisboéte en la qualifiant pour la prochaine Ligue des champions. Cela faisait cinq années que le Sporting Clube de Portugal n'y était pas parvenu.
Néanmoins, cette saison remarquable lui vaut d'être fortement courtisé, et il quitte officiellement le Sporting le 20 mai 2014 contre une clause libératoire de trois millions d'euros.

#### AS Monaco (2014-2018)
Deux semaines plus tard, il devient le nouvel entraîneur de l'AS Monaco en succédant à Claudio Ranieri. Malgré de bon matches de préparation (avec une victoire de prestige face à Arsenal), Monaco perd son premier match officiel de la saison face à Lorient lors de la première journée de Ligue 1 (1-2). Ses choix tactiques (Radamel Falcao et Jérémy Toulalan sur le banc en début de rencontre, João Moutinho en numéro 8 au lieu de numéro 10, titularisation du jeune Tiémoué Bakayoko remplacé dès la 36e minute, etc) sont alors pointés du doigt par certains supporters ainsi que par les journalistes. L'arrivée de peu de joueurs et le départ de James Rodríguez ne facilitent pas non plus le travail de Jardim. Lors de la deuxième journée, face à Bordeaux, Jardim reprend les tactiques de l'année précédente et l'équipe joue alors mieux et mène 1-0 à la pause. Cependant, Bordeaux réalise une très bonne seconde période et Monaco perd 4-1 en ayant concédé deux penaltys. Annoncé comme le rival du Paris Saint-Germain, Monaco (qui avait perdu seulement quatre matchs l'année précédente) est alors relégable dès la deuxième journée. Pour beaucoup (supporters comme journalistes), le responsable est Leonardo Jardim. Néanmoins, son équipe va peu à peu remonter la pente, pour finir troisième du championnat, tout en ayant décroché la première place dans son groupe de poule de Ligue des Champions et une qualification pour les 8e de finale. Monaco élimine contre toute attente Arsenal lors de ces 8e de finale mais perdra de peu en quart contre la Juventus, futur finaliste.
Après une saison 2015-2016 moyenne marquée par la non-qualification pour les phases finales de la Ligue Europa, Jardim et ses hommes parviennent à se hisser à la troisième place du championnat, synonyme de qualification pour les barrages de Ligue des champions.
En 2016-2017, Leonardo Jardim effectue sa troisième saison sur le Rocher. Après avoir durement acquis la qualification en Ligue des champions, Monaco devient leader lors de la 20e journée. L'équipe réalise des matchs extraordinaires en Ligue 1 notamment par une puissance offensive sans précédent (elle est la meilleure attaque d'Europe avec une moyenne de trois buts par match au bout de la 22e journée de championnat) et termine même première de son groupe en Ligue des champions. Durant l'hiver, le club monte en puissance en enchaînant les performances et voit l'ascension fulgurante de son jeune joueur, Kylian Mbappé, lancé par Jardim malgré son jeune âge. Le 17 mai 2017, Monaco devient officiellement champion de France en s'imposant sur sa pelouse 2-0 face à l'AS Saint-Étienne. Jardim et les Monégasques remportent alors le premier titre du club depuis 2000 (avec un total de 107 buts marqués), et cela devant le PSG, pourtant grand favori et quadruple vainqueur de la compétition. L'équipe atteint aussi la finale de la Coupe de la Ligue et les demi-finales de la Ligue des champions.
À la suite du titre de champion de France, de nombreux joueurs importants quittent l'AS Monaco, rendant la saison suivante un peu plus compliquée, malgré un excellent mois d'août dans la foulée du titre de champion. Les hommes de Jardim se voient éliminer sans gloire dès la phase de poule de la Ligue des champions, malgré une poule abordable. Les Monégasques arrivent à finir deuxième du championnat en fin de saison, se qualifiant ainsi de nouveau pour la Ligue des champions, tout en atteignant pour la seconde année consécutive la finale de la Coupe de la Ligue (nouvelle défaite face au PSG).
Le 11 octobre 2018, après un début de saison désastreux marqué par une seule victoire en douze matchs, Leonardo Jardim est démis de ses fonctions d'entraîneur de l'AS Monaco.

#### Retour à l'AS Monaco (2019)
Le 25 janvier 2019, Leonardo Jardim redevient entraîneur de Monaco, succédant à Thierry Henry pourtant fraîchement arrivé pour remplacer le technicien portugais. Son arrivée provoque le départ du directeur sportif Michael Emelano pourtant recruté par le vice-président Vadim Vasilyev. Le 29 janvier, Monaco s'incline face à l'En avant Guingamp, aux tirs au but, en demi-finale de la Coupe de la Ligue. Malgré des arrivées notables comme celle de Gelson Martins, son équipe se maintient péniblement en Ligue 1 en mai 2019.
La saison suivante ne se passe pas beaucoup mieux, malgré là aussi un mercato ambitieux (arrivées de Wissam Ben Yedder, Islam Slimani ou Tiémoué Bakayoko), et le 28 décembre, il est à nouveau limogé par la direction monégasque, et remplacé par l'Espagnol Robert Moreno.

#### Al-Hilal (2021-2022)
Le 1er juin 2021, il devient l'entraîneur du club saoudien d'Al-Hilal. Il a remporté la Saudi League, la Super Cup et l'Asian Champions League, la plus grande compétition pour les clubs asiatiques. Le club saoudien annonce avoir d'un accord commun le départ du technicien Portugais le 14 février 2022. 

#### Shabab Al-Ahli Club (2022-2023)
Le 9 juin 2022, il va de nouveau entrainer dans le golfe Persique, mais cette fois ci aux Émirats arabes unis dans le club de Shabab Al-Ahli Club.  Il a été couronné champion lors de l'avant-dernière journée, rendant le titre à Al Ahli sept ans après son dernier triomphe, et a ainsi ajouté son quatrième championnat dans différents pays en tant qu'entraîneur.

#### Al Rayyan (2023-2024)
En juin 2023, il a été nommé entraîneur de l'équipe d'Al-Rayyan du Qatar. En juin 2024, Le club qatarien d'Al-Rayyan et lui ont décidé de se séparer d'un commun accord.

## Bilan d'entraîneur
| AD Camacha   | 2003            | 2008             | 138 | 61  | 34  | 43  | 213  | 162 | +51  | 44,20 |
| GD Chaves    | 19 mars 2008    | 15 mai 2009      | 38  | 22  | 9   | 7   | 60   | 26  | +34  | 57,89 |
| SC Beira-Mar | 2 juin 2009     | 28 février 2011  | 66  | 25  | 21  | 20  | 87   | 72  | +15  | 37,88 |
| SC Braga     | Mai 2011        | 4 juin 2012      | 46  | 27  | 10  | 9   | 84   | 45  | +39  | 58,70 |
| Olympiakos   | 5 juin 2012     | 19 janvier 2013  | 22  | 16  | 3   | 3   | 47   | 19  | +28  | 72,73 |
| Sporting CP  | 20 mai 2013     | 10 juin 2014     | 35  | 23  | 8   | 4   | 77   | 28  | +49  | 67,57 |
| AS Monaco    | 10 juin 2014    | 11 octobre 2018  | 233 | 127 | 51  | 55  | 443  | 289 | +154 | 54,51 |
| AS Monaco    | 25 janvier 2019 | 28 décembre 2019 | 37  | 14  | 10  | 13  | 58   | 56  | +2   | 37,84 |
| Al-Hilal     | 1er juin 2021   | 15 février 2022  | -   | -   | -   | -   | -    | -   | -    | -     |
| Total        | Total           | Total            | 615 | 315 | 146 | 154 | 1069 | 697 | +372 | 51,22 |

## Palmarès d'entraîneur

### En club
| - Shabab Al-Ahli - Championnat des Émirats arabes unis : - Vainqueur en 2023 |  | - Al-Hilal - Ligue des champions de l'AFC : - Vainqueur en 2021 - Supercoupe d'Arabie saoudite de football : - Vainqueur en 2021 |  | - AS Monaco - Championnat de France : - Vainqueur en 2017 - Vice-champion en 2018 - Coupe de la Ligue : - Finaliste en 2017 et 2018 - Trophée des Champions : - Finaliste en 2017 et 2018 - Ligue des champions de l'UEFA - Demi-finaliste : 2017 |  | - Sporting CP - Championnat du Portugal : - Vice-champion en 2014 |  | - SC Beira-Mar - Championnat du Portugal de D2 : - Vainqueur : 2010 |  | - GD Chaves - Championnat du Portugal de D3 - Vainqueur : 2009 |

### Distinctions personnelles
- Trophée UNFP du meilleur entraîneur de Ligue 1 en 2017